# Peter Mansfield
Peter Mansfield (9. října 1933 Londýn - 8. února 2017
Nottingham) byl anglický fyzik, který roku 2003 spolu s Paulem Lauterburem získal Nobelovu cenu za fyziologii a lékařství za zdokonalení zobrazovací metody založené na magnetické rezonanci (MRI). Metoda, která na rozdíl od počítačové tomografie (CT) nepracuje s rentgenovým zářením, se rychle rozšířila v lékařské diagnostice, zejména pro zobrazování měkkých tkání. Mansfield nově rozvinul využití nerovnoměrností a gradientů v magnetickém poli a zpřesnil diagnostiku pomocí matematických analýz.
Vystudoval fyziku na univerzitě v Londýně, absolvoval roku 1962. Roku 1979 se na Nottinghamské univerzitě stal profesorem. Roku 1993 byl povýšen do šlechtického stavu.